# Protopolyclinum
Protopolyclinum is een geslacht van zakpijpen (Ascidiacea) uit de familie van de Protopolyclinidae en de orde Aplousobranchia.

## Soort
- Protopolyclinum pedunculatum Millar, 1960

Niet geaccepteerde soorten:
- Protopolyclinum claviforme Kott, 1963 → Pseudodiazona claviformis (Kott, 1963)
- Protopolyclinum pulvinatum (Kott, 1975) → Pseudodiazona claviformis (Kott, 1963)
- Protopolyclinum sabulosa (Millar, 1963) → Pseudodiazona claviformis (Kott, 1963)